# Občanská válka v Čadu
Občanská válka v Čadu se vzrůstající intenzitou probíhala od poloviny 60. let 20. století do roku 1983.
Na počátku stály pokusy o svržení profrancouzské vlády prezidenta Françoise Tombalbayeho arabskými muslimy ze severu. Vojenský převrat, kterým byl prezident Tombalbaye svržen, se odehrál v roce 1975. Intenzivní boje však začaly až na začátku 80. let. Proti sobě stáli Goukouni Oueddei a Hissen Habré (někdejší spojenci proti Tombalbayemu). Goukouni Oueddei (prezident 1979–1982) byl podporován Libyí a to nejen materiálně. Libye se aktivně zapojila v roce 1980. Nebylo to ale nic platné. Hissen Habré (prezident 1982–1990) přesto Ouedeie sesadil, neboť měl mnohem účinnější zahraniční podporu. Na jeho straně stály Spojené státy americké a Francie. Ouedeie byl sice poražen, ale libyjská vojska stále obsazovala sever země. Habré a Oudeie se opět spojili proti společnému nepříteli – Libyi. Až v roce 1987 byli Libyjci poraženi a stáhli se do pohraniční oblasti Aouzou.